# Tokyo Crash Mobs
Tokyo Crash Mobs (行列ナゲループ, Gyoretsu Nagerupu) est un jeu vidéo de puzzle développé par Mitchell Corporation et édité par Nintendo, sorti en 2012 sur Nintendo 3DS.

## Système de jeu
Le jeu se divise en jours et en semaines. Chaque jour, le joueur alterne entre deux personnages : Grace et Savannah. Dans les niveaux de Grace, elle fait la queue pour accéder à un magasin. Elle doit accélérer son temps d'attente en attrapant des personnes de la queue et en les lançant sur les autres. Dans les niveaux de Savannah, une foule essaie d'accéder à un bouton rouge. Elle doit les empêcher de l'atteindre en les faisant rouler au sol.

## Accueil
- IGN : 7,7/10[1]